# روث ام. دیویس
روث مارگارت دیویس (انگلیسی: Ruth Margaret Davis؛ ۱۹ اکتبر ۱۹۲۸–۲۸ مارس ۲۰۱۲، همچنین شناخته‌شده با نام روث دیویس لور (انگلیسی: Ruth Davis Lohr)) دانشمند رایانه و کارمند دولتی اهل ایالات متحده آمریکا بود که با چندین پروژهٔ تحقیقاتی بزرگ دولت ایالات متحده مرتبط بود. او به‌عنوان معاون دستیار وزیر دفاع برای تحقیقات و فناوری پیشرفته، به‌عنوان دستیار وزیر انرژی برای کاربردهای منابع و به‌عنوان رئیس اروسپیس کورپوریشن در دولت ایالات متحده خدمت کرد.

## زندگی‌نامه

### تحصیلات و اوایل زندگی
دیویس در ۱۹ اکتبر ۱۹۲۸ در شارپسویل، پنسیلوانیا به دنیا آمد. او در سال ۱۹۵۰ مدرک کارشناسی ریاضیات خود را از دانشگاه امریکن دریافت کرد و سپس تحصیلات تکمیلی خود را در دانشگاه مریلند، کالج پارک ادامه داد و در فصول تابستان نیز به‌عنوان برنامه‌نویس رایانه در اداره ملی استانداردها کار می‌کرد. او نخستین زنی بود که در سال ۱۹۵۵ موفق به کسب مدرک دکترا در رشتهٔ ریاضیات از دانشگاه مریلند شد. پایان‌نامهٔ او، در مورد یک مسئله کوشی منظم برای معادله اویلر-پواسون-داربوکس، تحت نظارت الکساندر واینستاین تهیه شد.
او پس از اتمام تحصیلات دکترای خود، برای یک موقعیت شغلی در آی‌بی‌ام درخواست داد، اما درخواست او از سوی این شرکت رد شد؛ زیرا آی‌بی‌ام در آن زمان زنان را فقط در سمت منشی استخدام می‌کرد. در عوض، او از سال ۱۹۵۵ تا ۱۹۵۷ به‌عنوان مدرس در دانشگاه مریلند و سپس از سال ۱۹۵۷ تا ۱۹۵۸ در دانشگاه امریکن به کار مشغول شد.

### خدمات دولتی
در آن زمان، دریاسالار هایمن جی. ریکوور برای برنامهٔ هسته‌ای کردن نیروی دریایی ایالات متحده در جستجوی برنامه‌نویسان رایانه‌ای بود، و برخلاف آی‌بی‌ام، «به زرد، بنفش یا سبز بودن شما، یا پنج دستی بودن شما اهمیت نمی‌داد». او دیویس را از میان چند زن دیگر استخدام کرد و در خدمت او، دیویس نخستین کسی بود که کد رایانه‌ای راکتورهای هسته‌ای را نوشت. او از سال ۱۹۵۸ تا ۱۹۶۱ به‌عنوان مدیر تحقیقات در دیوید تیلر مدل بیسین و از ۱۹۶۱ تا ۱۹۶۵ در جاهای دیگر در وزارت دفاع به کار مشغول بود. در این مدت، او به نوشتن مقاله برای مجلهٔ ژورنال جامعه و نمایش اطلاعات نیز پرداخت و چندین مقاله در مورد سامانه‌های نمایش اطلاعات نظامی منتشر کرد و به‌عنوان رئیس کمیتهٔ افتخارات و جوایز جامعه خدمت کرد.
او سپس به مؤسسه ملی سلامت نقل مکان کرد. در این مؤسسه، او معاون مدیر تحقیقات در کتابخانه ملی پزشکی ایالات متحده بود، و سپس از سال ۱۹۶۷ تا ۱۹۷۰ نیز مدیر مرکز ملی ارتباطات بیومدیکال لیستر هیل شد. او همچنین به‌عنوان مدیر مؤسسهٔ علوم و فناوری رایانه در دفتر ملی استانداردها کار کرد و سپس در وزارت بهداشت، آموزش و رفاه نیز به کار مشغول شد. او از سال ۱۹۷۷ تا ۱۹۷۹ معاون دستیار وزیر دفاع برای تحقیقات و فناوری پیشرفته بود؛ در آن زمان رئیس‌جمهور جیمی کارتر او را به‌عنوان دستیار وزیر انرژی برای برنامه‌های کاربردی منابع منصوب کرد.
دیویس در طول خدمت دولتی خود با چندین پروژهٔ تحقیقاتی بزرگ، از جمله سامانهٔ اطلاعات پزشکی آنلاین مدلاین، پزشکی از راه دور مبتنی بر ماهواره، استاندارد رمزنگاری داده‌ها، برنامهٔ وی‌اچ‌اس‌آی‌سی برای توسعهٔ مدارهای مجتمع سریع، و توسعهٔ سلاح‌های با انرژی هدایت‌شده همکاری کرد.

### بازنشستگی و ادامهٔ زندگی
دیویس در سال ۱۹۸۰ از خدمات دولتی بازنشسته شد. او گروه پایماتیونینگ که یک شرکت مدیریت و فناوری بود را تأسیس کرد و به‌عنوان مدرس به مؤسساتی شامل مدارس قدیمی او و همچنین دانشگاه هاروارد، دانشگاه پنسیلوانیا، دانشگاه پیتسبورگ، و دانشگاه کالیفرنیا، برکلی بود، پیوست به تدریس مشغول شد. او از سال ۱۹۹۲ تا ۲۰۰۰ رئیس اروسپیس کورپوریشن شد و در چندین هیئت مدیرهٔ شرکتی دیگر نیز خدمت کرد.
او در ۲۸ مارس ۲۰۱۲ درگذشت.

## بازشناسی و میراث
دیویس در سال ۱۹۷۲ برندهٔ جایزه زن فدرال شد. او در سال ۱۹۷۶ به‌خاطر «کمک به علوم رایانه، به‌ویژه فناوری اطلاعات»، به‌عنوان عضو آکادمی ملی مهندسی انتخاب شد. او همچنین به عضویت آکادمی ملی مدیریت عمومی درآمد و در سال ۱۹۹۰ نیز عضو آکادمی هنر و علوم آمریکا شد.
او علاوه بر جایزه‌های دیگر، مدال طلای وزارت بازرگانی را در سال ۱۹۷۲، مدال خدمات ممتاز دفاعی را در سال ۱۹۷۹، و جایزه آدا لاولیس از انجمن زنان در رایانس را در سال ۱۹۸۴ دریافت کرد. دانشگاه کارنگی ملون و دانشگاه مریلند به‌ترتیب در سال‌های ۱۹۷۹ و ۱۹۹۳ به او دکترای افتخاری اعطا کردند.
در دانشگاه مریلند، استادی روث ام. دیویس در ریاضیات در سال ۲۰۰۳ توسط خود دیویس تأسیس شد که تا سال ۲۰۱۸ توسط جاناتان روزنبرگ برگزار می‌شود.